# Władan
Władan (Vladan) – skrócona odmiana słowiańskich imion męskich złożonych z członu wład– („władać”, „władca”), używana głównie w krajach bałkańskich.
Imiona słowiańskie z pierwszym członem Wład-: Władysław, Władywoj.
Znane osoby noszące imię Vladan:
- Vladan Alanović – chorwacki  koszykarz
- Vladan Gjorgjeviç – serbski lekarz, chirurg, polityk
- Vladan Pavlović – serbski piłkarz
- Vladan Vicevic – salwadorski piłkarz